# Années 1840
Les années 1840 couvrent la période de 1840 à 1849.

## Événements
- 1839–1842 :
  - première guerre anglo-afghane[1].
  - première guerre de l'opium. La Grande-Bretagne, suivie par les autres grandes puissances, impose à la Chine les « traités inégaux »[2].
- 1839–1843 : expédition antarctique et australe de l’Erebus et du Terror par James Clark Ross[3].
- 1839-1842 : Mohamed-Ali organise trois expéditions dirigées par Selim Bimbachi qui remontent le Nil Blanc[4]. Elles permettent d’accroître un important commerce d’esclaves noirs capturés au Soudan (Sennar, Darfour)[5] et jusqu’aux frontières du Congo et de l’Ouganda.
- Vers 1840-1864 : les Kololo, peuple Sotho bousculés par Moselekatse migrent vers le Bechuanaland puis  conduit par leur chef Sébitouané (Sebetwane (en), mort en 1851) s’emparent du royaume Lozi, en Zambie actuelle[6],[7].
- Vers 1840-1870 : apogée du royaume Louba sous le règne de Ilunga Kabale[8].
- 1840-1890 : apogée du commerce ovimbundu en Angola. Le royaume de Cassange décline après l'abolition de la traite des esclaves par le gouvernement portugais en 1836[9]. Les Ovimbundu, vivant dans le centre de l’Angola, émigrent vers le nord et vers le royaume lounda. Divisés en une douzaine de petits États dont le plus important contrôle le carrefour commercial de Bihé, ils atteignent leur apogée entre 1840 et 1890 pendant les cycles de la cire, de l’ivoire et du caoutchouc. Ils opèrent chez les Lounda à partir de 1840, au Katanga (1850), au Kasai et chez les Lozi du Zambèze.
- À partir de 1840 : 
  - des groupes ngoni venus du Zimbabwe, menés par leur chef Zwangendaba (en), atteignent le sud de la Tanzanie actuelle. Après la mort de Zwangendaba en 1845, ils s’installent dans l’ouest et le centre du pays[10]. Leur invasion entraîne des destructions massives de biens et de personnes et un climat d’insécurité et de violence qui facilitent les ravages provoqués par la traite des esclaves. D’autre part, ils diffusent de nouvelles conceptions et techniques militaires et de nouvelles formes de d’organisation politiques héritées des Zoulous, dont s’inspireront des chefs nyamwezi comme Mirambo et Nyungu ya Mawe.
  - premières incursions des traitants arabes et nyamwezi dans le royaume Lunda du Kazembe (à l’est de l’Angola). Habitués au système des tributs, les Lunda sont dépassés par l’esprit de libre entreprise des traitants, prélude à l’essor du grand commerce qui ne tarde pas à bouleverser les structures politiques du royaume[11].
- 1840 :
  - traité de Waitangi ; la Nouvelle-Zélande devient une colonie britannique[12].
  - la convention de Londres met fin à la deuxième guerre égypto-ottomane[13].
  - le chef des Ndébélé, Mosélékatsé (Mzilikazi), détruit les restes du Monomotapa et y substitue le royaume Matabélé au Zimbabwe actuel[6].
  - premier timbre-poste[14].
  - Samuel Morse dépose son brevet de télégraphe. En 1844, il établit la première communication télégraphique entre Washington et Baltimore[15]. Montée en puissance combinée du chemin de fer, du télégraphe électrique et des marchés d'actions au milieu des années 1840.
- 1842-1847 : implantation française à Tahiti. Le consul de France Moerenhout réussit à convaincre la reine Pōmare IV et les principaux chefs des îles Sous-le-Vent de demander le protectorat de la France[16].
- 1843 : le roi des Sotho du sud, Moshoeshoe Ier, concentre son peuple dans le massif Basuto (Lesotho actuel) et réussit à préserver son indépendance[17]. Il est attaqué à plusieurs reprises par les Boers de l’Orange (1858-1864-1867) et rogné à l’ouest[18].
- 1844 :
  - guerre entre le Maroc et la France à la frontière de l'Algérie[19].
  - première mention d'un marchand arabe au Buganda. L’islam pénètre au Buganda par l’intermédiaire des marchands arabo-swahili et khartoumiens[20].
- 1845 : traité entre la Grande-Bretagne et le sultan d'Oman afin de limiter le commerce des esclaves, en échange de la garantie du maintien de l'influence du sultanat sur la côte kényane. Zanzibar n'abolit la traite qu'en 1873[21].
- 1845-1848 : en 1845, le journaliste new-yorkais John O'Sullivan formule le concept de « Destinée manifeste » pour justifier la conquête de l'Ouest par les États-Unis[22]. L'annexion du Texas provoque la guerre américano-mexicaine (1846-1848). En 1848, par le traité de Guadalupe Hidalgo, le Mexique cède aux États-Unis ses territoires au nord du Río Grande. Début de la ruée vers l'or en Californie[23]. À partir de 1846, Westport (Kansas City), poste de traite créé en 1833 dans le Missouri, devient le point de convergence de trois pistes d'expansion vers l'Ouest[24] : la piste de Santa Fe, celle de Californie, et celle de l'Oregon. Les migrants utilisent le chariot bâché (Conestoga wagon)[25].
- 1845-1849 : famine de la pomme de terre en Europe en particulier en Irlande , où un million de personnes en sont victimes en 1845-1849, et dans les Highlands. La famine augmente le flux de l'émigration vers les États-Unis[26].
- 1845-1860 : expansion du royaume du Kenedugu, en pays senufo (capitale Sikasso, sud du Mali actuel), sous la dynastie des Traore[27].
- 1847 :
  - reddition d’Abd El-Kader ; fin de la conquête de l'Algérie par la France[13].
  - Krach dans les chemins de fer à Paris et à Londres (Railway mania)[28].
- 1848 :
  - Karl Marx et Friedrich Engels publient le Manifeste du parti communiste[29].
  - printemps des peuples en Europe : révolutions nationales et libérales en Sicile, en France, au Piémont, en Allemagne, en Autriche, en Hongrie, et en Roumanie[29],[30].
- 1848-1849 : première guerre d'indépendance italienne ; victoire de l'Autriche sur le Piémont-Sardaigne[31].
- 1848-1851 : première guerre de Schleswig[32].
- 1848-1852 : Deuxième République en France[33].

- 1848 : Abolition definitive de l’esclavage en France.

## Personnages significatifs
- Le chancelier Bismarck.
- Karl Marx.